# ACE-remmers
ACE-remmers zijn medicijnen die de werking van angiotensine-converterend enzym (ACE) in de weefsels en het bloedplasma remmen. Ze worden voorgeschreven bij essentiële hypertensie (hoge bloeddruk), chronisch hartfalen (in combinatie met diuretica (plaspillen) en zo nodig digoxine en bètablokker), een gestoorde linkerventrikelfunctie (EF<40%) en bij diabetische nefropathie met macroproteïnurie bij type I diabetes.
ACE-remmers verminderen de activiteit van het renine-angiotensine-aldosteronsysteem (RAAS). Angiotensinogeen wordt gesynthetiseerd in de lever. Renine (gevormd in de nier) zet angiotensinogeen om in angiotensine I, en ACE zet angiotensine I om in angiotensine II. Angiotensine II is een stof met een krachtige vaatvernauwende werking. Een ACE-remmer remt de werking van ACE waardoor de omzetting van angiotensine I in angiotensine II vermindert. Doordat de vorming van angiotensine II wordt geremd, wordt vaatvernauwing verminderd, en dus wordt de bloeddruk verlaagd. Door de verlaging van de bloeddruk wordt het hart minder belast (afterloadreductie), waardoor bij hartfalen het hart tegen een lagere weerstand in kan pompen.
Angiotensine II induceert ook de productie van aldosteron. Aldosteron heeft een stimulerend effect op de natrium- en water-retentie, oftewel de nieren gaan zout en water vasthouden. Hierdoor stijgt het bloedvolume en daarbij ook de bloeddruk. De belangrijkste functie van een ACE-remmer is de rem van de aanmaak van aldosteron en daarbij een rem op het toenemen van het bloedvolume en van de bloeddruk.
De groep van ACE-remmers omvat de prodrugs benazepril, cilazapril, enalapril, fosinopril, perindopril, quinapril, ramipril, trandolapril en zofenopril (die hydrolyseren tot de werkzame stof) evenals captopril en lisinopril.